# Yoan Gouffran
Yoan Gouffran (født 25. maj 1986 i Paris, Frankrig) er en fransk fodboldspiller, der spiller som angriber hos Göztepe i Tyrkiet. Han har tidligere spillet for blandt andet Newcastle i England samt de franske klubber Bordeaux og Caen.
Gouffran var i 2009 med til at sikre Girondins Bordeaux klubbens sjette franske mesterskab. I den afgørende sidste ligakamp blev han matchvinder med sit mål til 1-0 mod sin gamle klub SM Caen.

## Landshold
Gouffran spillede som ungdomsspillere flere kampe for Frankrigs U-21 landshold, og står (pr. marts 2018) noteret for 22 kampe og tre scoringer for det franske A-landshold.

## Titler
Ligue 1
- 2009 med Girondins Bordeaux